# Cumânia

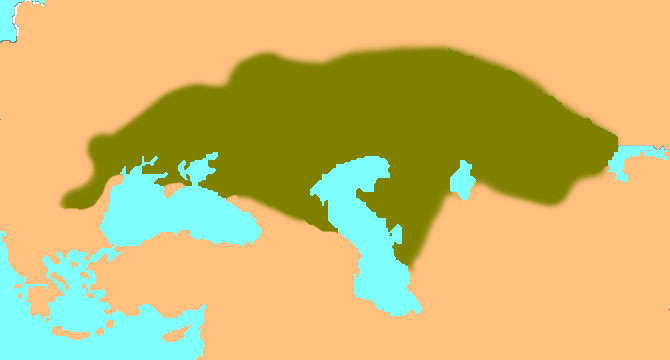
Confederação cumano-quipchaco no século XIII

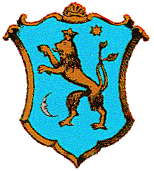
Brasões da Cumânia

A Cumânia é uma região da Europa Central e Oriental que foi habitada pelos Cumanos. O termo designava inicialmente a Confederação dos Cumanos que existiu entre os séculos XI e XII no Cazaquistão, sul da Rússia, Ucrânia, sul da Moldávia, oeste da Valáquia, embora esses limites tenham sido voláteis e variaram conforme o ponto de vista:
- Fontes bizantinas, russas, georgianas, armênias e persas chamavam por esse nome a Estepe pôntica.
- Fontes ocidentais veem a Valáquia oriental e o sul da Ucrânia, locais onde ocorreram os primeiros contatos entre cumanos e cristãos  que os converteram ao Catolicismo.

O termo perdeu rapidamente seu sentido de etnia para tomar um significado político, tendo sobrevivido à queda do Império Cumano:
- na Hungria, os refugiados cumanos criaram duas regiões chamadas Cumânia  (kunság) na Grande Planície Húngara : a Grande Cumânia  (Nagykunság) e a Pequena Cumânia (Kiskunság). Nessas duas regiões os cumanos preservam sua língua e suas tradições até os dias de hoje..
- Na Romênia existiu uma Diocese da Cumânia até 1523, criada quando os cumanos se converteram ao Catolicismo em 1227. Essa diocese sob o sufrágio do arcebispo de Esztergom permitiu ao rei  Bela IV da Hungria obter o título de Rex Cumaniae (Rei da Cumânia) em 1228. Tal diocese, cuja sede era  Milcov, terminou por reunir todos os católicos de Țara Bârsei e da Muntênia, de qualquer etnia, embora o termo cumano designe os católicos da Valáquia em oposição aos ortodoxos da região.